# Alberto II d'Asburgo
Alberto d'Asburgo (Vienna, 16 agosto 1397 – Neszmély, 27 ottobre 1439) è stato duca d'Austria (dal 1404), re di Ungheria jure uxoris (dal 1437), re di Boemia e di Germania (dal 1438).

## Biografia
Alberto era figlio del duca Alberto IV d'Asburgo (morto nel 1404) e della duchessa Giovanna di Baviera-Straubing.
Durante la sua minorità furono i suoi tre zii, dapprima Guglielmo I, detto il Docile, quindi Leopoldo IV, detto il Superbo ed infine Ernesto I di Stiria, ad occuparsi del governo, tra tensioni e liti crescenti. Solamente l'improvvisa morte di Leopoldo fece sì che Alberto potesse iniziare a prendere in mano le redini del potere. I suoi precettori erano stati Andreas Blank, che in seguito divenne vescovo di Frisinga, e Reinprecht von Walse.
Alberto appoggiò il suocero, l'imperatore Sigismondo, nella sua lotta contro gli ussiti, coinvolgendo l'Austria nella guerra. Tra il 1425 al 1431/1432 i territori a nord del Danubio vennero percorsi e saccheggiati da formazioni combattenti. Per questo suo impegno nel 1423 ricevette in cambio la Moravia. Alberto perseguitò con odio fanatico ebrei ed eretici. Risalgono anche a sue iniziative sia la cacciata e le uccisioni in grande stile degli ebrei di Vienna (1420/21), sia lo smantellamento della sinagoga viennese di Or Sarua. Dopo la sconfitta subita ad opera degli ussiti nella battaglia di Taus, Alberto seguì una politica più moderata. Sigismondo designò Alberto come proprio successore.
Sigismondo morì nel 1437, e il 1º gennaio 1438 Alberto venne incoronato re d'Ungheria. Sei mesi più tardi salì sul trono di Boemia, ma non poté prendere possesso del regno. La Boemia era dominata dagli ussiti, i quali erano ancora in guerra contro di lui insieme ai loro alleati polacchi, quando, nel marzo 1438, a Francoforte, Alberto venne eletto Re dei Romani ma non si giunse però mai ad un'incoronazione ufficiale quale Imperatore del Sacro Romano Impero. Egli convocò una dieta imperiale, e non volle prendere posizione nella diatriba tra il concilio di Basilea e il papa. Non fece in tempo a sviluppare una politica di ampio respiro, perché nel 1439 si recò in Ungheria per combattere i turchi. In quel paese dovette scontrarsi però con l'opposizione della nobiltà locale ai suoi tentativi di imporre il proprio potere, oltre che con gli scontri tra i coloni tedeschi e gli indigeni ungheresi. Questi disordini impedirono che il suo esercito ricevesse rinforzi da elementi locali. Anche per questo la Serbia venne conquistata dai turchi.
Alberto II morì nel 1439 a Neszmély e venne seppellito a Székesfehérvár.
Re di Germania, di Boemia e di Ungheria, Alberto ebbe una posizione simile a quella degli Asburgo nei secoli successivi, anche se nel suo caso si trattò di una costellazione effimera, dovuta solamente all'eredità dei Lussemburgo. In ogni caso, con lui ha inizio la secolare egemonia degli Asburgo sul Sacro Romano Impero.

## Matrimonio e discendenza
Il 28 settembre 1421 sposò a Praga la principessa Elisabetta di Lussemburgo, figlia dell'imperatore Sigismondo e di Barbara di Cilli. Ebbero quattro figli:
- Anna (1432-1462) sposa nel 1446 Guglielmo, duca di Sassonia;
- Giorgio (1435);
- Elisabetta (1437-1505) sposa nel 1454 Casimiro, re di Polonia;
- Ladislao il Postumo (1440-1457), Re d'Ungheria e Boemia.

## Ascendenza
|                               |                        |                              | Genitori                         |  |  | Nonni |  |  | Bisnonni             |  |  | Trisnonni             |  |
|                               |                        |                              |                                  |  |  |       |  |  | Alberto II d'Asburgo |  |  | Alberto I di Germania |  |
|                               |                        |                              |                                  |  |  |       |  |  | Alberto II d'Asburgo |  |  | Alberto I di Germania |  |
|                               |                        | Elisabetta di Tirolo-Gorizia |                                  |  |  |       |  |  | Alberto II d'Asburgo |  |  |                       |  |
| Alberto III d'Asburgo         |                        |                              |                                  |  |  |       |  |  | Alberto II d'Asburgo |  |  |                       |  |
|                               |                        | Giovanna di Pfirt            | Ulrico III di Pfirt              |  |  |       |  |  |                      |  |  |                       |  |
|                               |                        | Giovanna di Pfirt            | Ulrico III di Pfirt              |  |  |       |  |  |                      |  |  |                       |  |
|                               |                        | Giovanna di Pfirt            | Giovanna di Montbéliard          |  |  |       |  |  |                      |  |  |                       |  |
| Alberto IV d'Asburgo          |                        | Giovanna di Pfirt            |                                  |  |  |       |  |  |                      |  |  |                       |  |
|                               |                        | Federico V di Norimberga     | Giovanni II di Norimberga        |  |  |       |  |  |                      |  |  |                       |  |
|                               |                        | Federico V di Norimberga     | Giovanni II di Norimberga        |  |  |       |  |  |                      |  |  |                       |  |
|                               |                        | Federico V di Norimberga     | Elisabetta di Henneberg          |  |  |       |  |  |                      |  |  |                       |  |
| Beatrice di Norimberga        |                        | Federico V di Norimberga     |                                  |  |  |       |  |  |                      |  |  |                       |  |
|                               |                        | Elisabetta di Meißen         | Federico II di Meißen            |  |  |       |  |  |                      |  |  |                       |  |
|                               |                        | Elisabetta di Meißen         | Federico II di Meißen            |  |  |       |  |  |                      |  |  |                       |  |
|                               |                        | Elisabetta di Meißen         | Matilde di Baviera               |  |  |       |  |  |                      |  |  |                       |  |
| Alberto II di Germania        |                        | Elisabetta di Meißen         |                                  |  |  |       |  |  |                      |  |  |                       |  |
|                               | Ludovico IV del S.R.I. | Ludovico II del Palatinato   |                                  |  |  |       |  |  |                      |  |  |                       |  |
|                               | Ludovico IV del S.R.I. | Ludovico II del Palatinato   |                                  |  |  |       |  |  |                      |  |  |                       |  |
|                               | Ludovico IV del S.R.I. | Matilde d'Asburgo            |                                  |  |  |       |  |  |                      |  |  |                       |  |
| Alberto I di Baviera          | Ludovico IV del S.R.I. |                              |                                  |  |  |       |  |  |                      |  |  |                       |  |
|                               |                        | Margherita II di Hainaut     | Guglielmo I di Hainaut           |  |  |       |  |  |                      |  |  |                       |  |
|                               |                        | Margherita II di Hainaut     | Guglielmo I di Hainaut           |  |  |       |  |  |                      |  |  |                       |  |
|                               |                        | Margherita II di Hainaut     | Giovanna di Valois               |  |  |       |  |  |                      |  |  |                       |  |
| Giovanna di Baviera-Straubing |                        | Margherita II di Hainaut     |                                  |  |  |       |  |  |                      |  |  |                       |  |
|                               |                        | Ludovico I il Giusto         | Boleslao III di Legnica-Brzeg    |  |  |       |  |  |                      |  |  |                       |  |
|                               |                        | Ludovico I il Giusto         | Boleslao III di Legnica-Brzeg    |  |  |       |  |  |                      |  |  |                       |  |
|                               |                        | Ludovico I il Giusto         | Margherita di Boemia             |  |  |       |  |  |                      |  |  |                       |  |
| Margherita di Brieg           |                        | Ludovico I il Giusto         |                                  |  |  |       |  |  |                      |  |  |                       |  |
|                               |                        | Agnese di Zagan              | Enrico IV di Zagan               |  |  |       |  |  |                      |  |  |                       |  |
|                               |                        | Agnese di Zagan              | Enrico IV di Zagan               |  |  |       |  |  |                      |  |  |                       |  |
|                               |                        | Agnese di Zagan              | Matilde di Brandenburg-Salzwedel |  |  |       |  |  |                      |  |  |                       |  |
|                               |                        | Agnese di Zagan              |                                  |  |  |       |  |  |                      |  |  |                       |  |